# Référendum constitutionnel tadjik de 1999

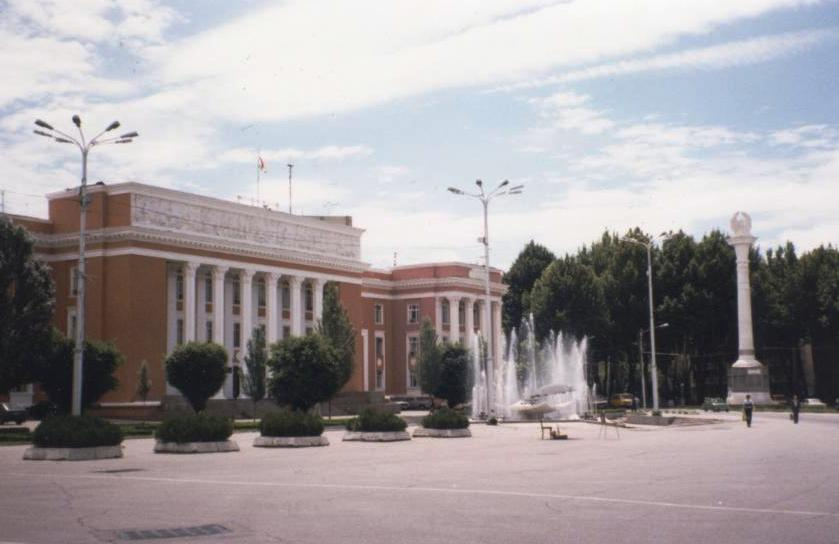
Parlement de Douchanbé

Le référendum tadjik de 1999 est un référendum ayant eu lieu le 26 septembre 1999 au Tadjikistan. Le référendum vise à permettre les partis politiques religieux, à permettre une bicamérisme et le changement du mandat du président de 5 ans à 7 ans. Il a été approuvé à 75,3 % pour une participation annoncée de 91,5 %.